# Robert II van Lénoncourt

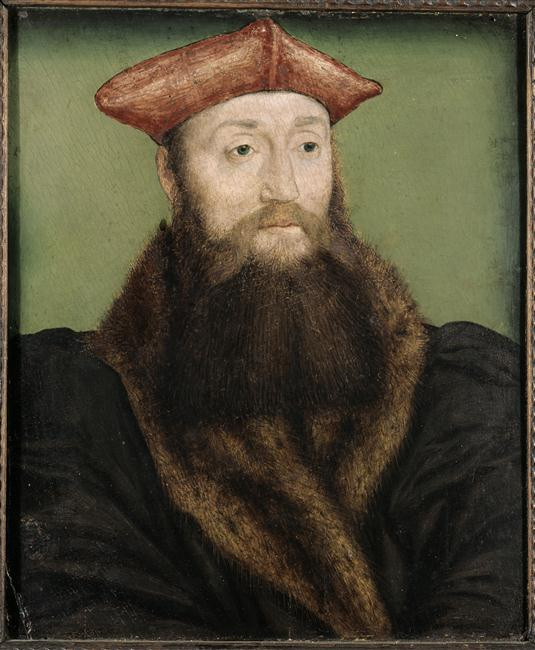
kardinaal de Lénoncourt

Robert II van Lénoncourt (Lénoncourt, circa 1490 – La Charité-sur-Loire, 2 februari 1561) was een rooms-katholieke prelaat zowel in het Rooms-Duitse Rijk als in het koninkrijk Frankrijk van de 16e eeuw. Zijn bestuur in Lotharingen was pro-Frans. 

## Levensloop

### Jonge jaren

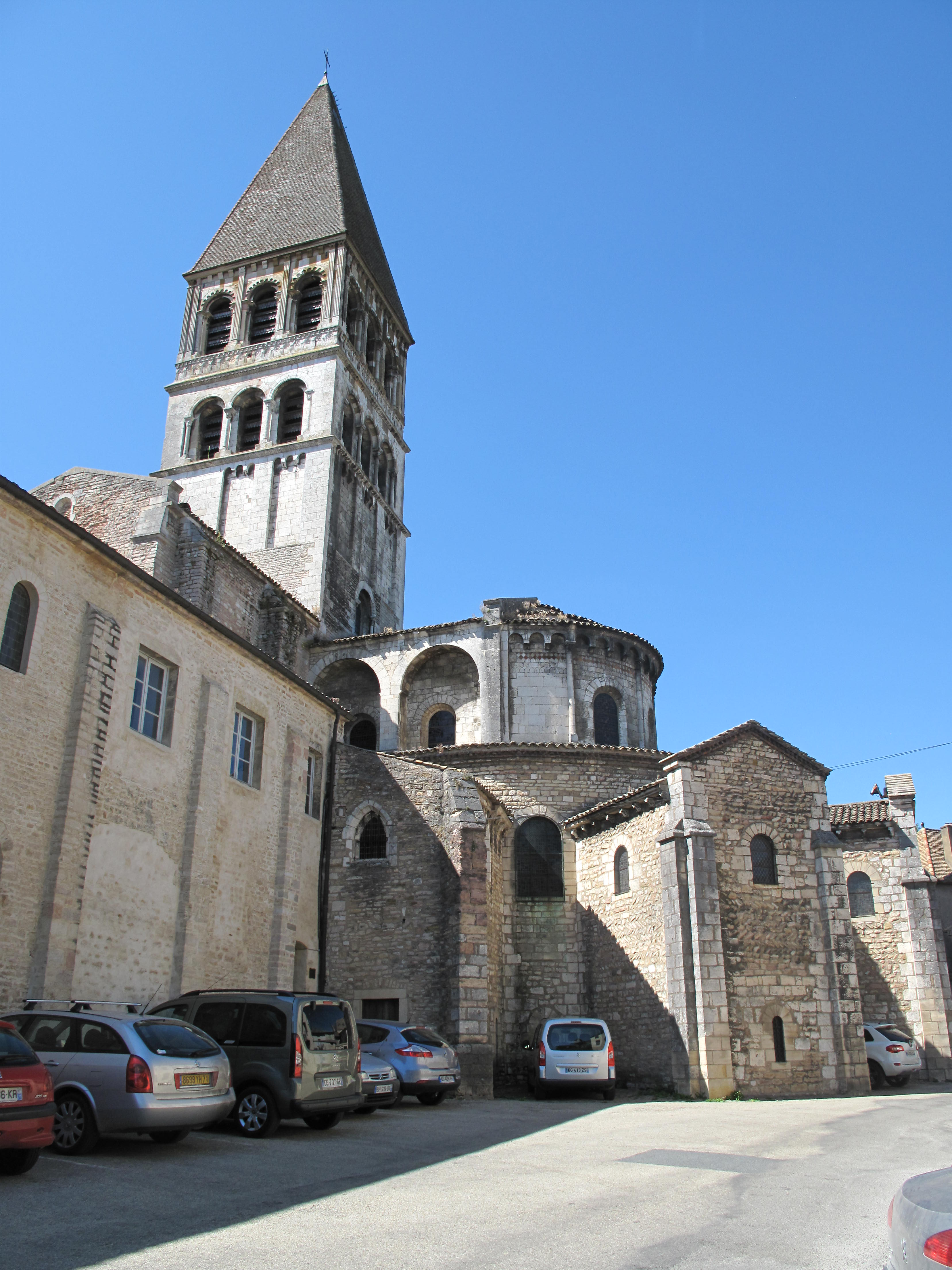
Abdij van Tournus waar Lénoncourt abt was.

Robert groeide op als telg van de adellike familie de Vignory in Lotharingen, deel van het Rooms-Duitse rijk. Hij was de neef van Robert I de Lénoncourt, aartsbisschop van Reims. Om hem te onderscheiden van zijn oom Robert I, kreeg hij de naam Robert II of nog Robert de Goede. Lénoncourt studeerde de beide rechten, canoniek recht en burgerlijk recht, vermoedelijk aan de Sorbonne in Parijs. Zijn neef was Filips van Lénoncourt, later ook kardinaal.

### Titulair abt
Reeds tijdens zijn studies verwierf Lénoncourt de titels, prebenden en bijhorende inkomsten van abdijen, waarvan de meeste lagen in het koninkrijk Frankrijk. Het ging om de kloosterordes der cisterciënzers en de benedictijnen. Hij was prior van de abdij van Saint-Pourçain nabij Clermont (1516-1536), abt van Sint-Filibert van Tournus (1530-1537), abt van Saint-Rémi in Reims (1532-1561), abt van Saint-Martial in Limoges (1543-1551), abt van Notre-Dame-de-Chebery ook in het aartsbisdom Reims. De data zijn niet bekend van de volgende benoemingen: abt van de abdij der heilige Clement en Filibert van Tornochio, prior van La Charité-sur-Loire en abt van Barbella in Sacromonte. De functie van abt van Saint-Rémi gaf hem toegang tot de financiën van het aartsbisdom Reims.

### Bisschop van Châlons-sur-Marne
In 1535 werd Lénoncourt benoemd tot graaf-bisschop van Châlons-sur-Marne. Het is onduidelijk wanneer en waar hij zijn bisschopswijding ontving. Wel is bekend dat hij getrouwheid zwoer aan de koning van Frankrijk in de kathedraal van Amiens op 13 juni 1535. Het bisdom Châlons in de Champagnestreek bestuurde hij vele jaren. Hij trad terug in 1560 om het aan een neef van hem, Filips van Lénoncourt, te bezorgen. Maar ook na het jaar 1560 bleef hij de feitelijke bestuurder van het bisdom. In de periode als bisschop van Châlons was hij ambassadeur van Frans I, koning van Frankrijk, bij Karel V, de Rooms-Duitse keizer. De missie van Lénoncourt was te bemiddelen bij Karel V over de voogdij over het hertogdom Gelre. Karel V annexeerde Gelre.

### Bisschop van Metz
Van 1551 tot 1555 was hij prins-bisschop van Metz, in het Rooms-Duitse Rijk. Formeel kreeg hij nooit de wereldlijke regalia van keizer Karel V. Deze laatste was verwikkeld in een oorlog om de Trois-Evêchés van Lotharingen tegen koning Frans II van Frankrijk. Lénoncourt trok de politieke kaart van de Franse koning. De intrede in Metz was plechtig want het was tientallen jaren geleden dat een bisschop van Metz nog voet zette in de kathedraal.
Lénoncourt zocht samen met de hugenoten om het prinsbisdom Metz los te weken uit het Rooms-Duitse Rijk. Hij was het die de Franse troepen van Frans II liet binnen marcheren in de stad, nadat de stedelingen hem hadden buiten gegooid. Koning Frans II had Lénoncourt méér macht in Metz beloofd, wat hij wettelijk evenwel niet mocht. Dit wettelijk euvel was verholpen nadat Frans II de Trois-Evéches van Lotharingen had geannexeerd en zichzelf vicarius of bestuurder benoemde. Lénoncourt trok achter de Franse troepen mee, vanuit zijn verblijf in Vic-sur-Seille in de stad Metz. Daar stak hij de archieven van de stad in brand. Aan de macht van de paraiges in de stad kwam een einde. Lénoncourt bemoeide zich met de benoemingen van magistraten in het stadsbestuur. Hij liet opnieuw munten slaan in zijn naam, een recht dat zijn voorgangers kwijt gespeeld waren. De 300-jaar oude afspraken tussen graaf-bisschop Bertram en de stedelingen schafte hij af. Metz kreeg een Franse gouverneur aan het hoofd. In 1556 meende de gouverneur dat het tijd was voor de kardinaal-bisschop om Metz te verlaten.

### Aartsbisschop van Embrun en bisschop van Auxerre
Van 1556 tot 1560 was Lénoncourt aartsbisschop van Embrun in de Dauphiné. Paus Pius IV had voor hem dit aartsbisdom uitgezocht, omdat het waardig aan zijn rang van kardinaal was. De paus schonk hem nog talrijke prebenden van abdijen, waar hij voortaan ook titulair abt werd. Lénoncourt combineerde dit met het bestuur van het bisdom Auxerre. In Auxerre toonde hij zich nooit. Alle akten ondertekende hij vanuit zijn abdij in La Charité-sur-Loire; hij stuurde een medewerker en vanaf 1559 stuurde hij zijn neef, Filips van Lénoncourt. Als aartsbisschop van Embrun was zijn beleid er een van beheerder van de abdijen die hij onder zijn hoede had, binnen het aartsbisdom en daarbuiten.

### Aartsbisschop van Arles
Van 1560 tot zijn dood in 1561 was hij aartsbisschop van Arles. Hij combineerde dit met een bestuur van het aartsbisdom Toulouse, kortstondig in het jaar 1560. Met de 2 kerkprovincies, Arles en Toulouse, bestreek Lénoncourt een groot deel van Zuid-Frankrijk.

### Kardinaal

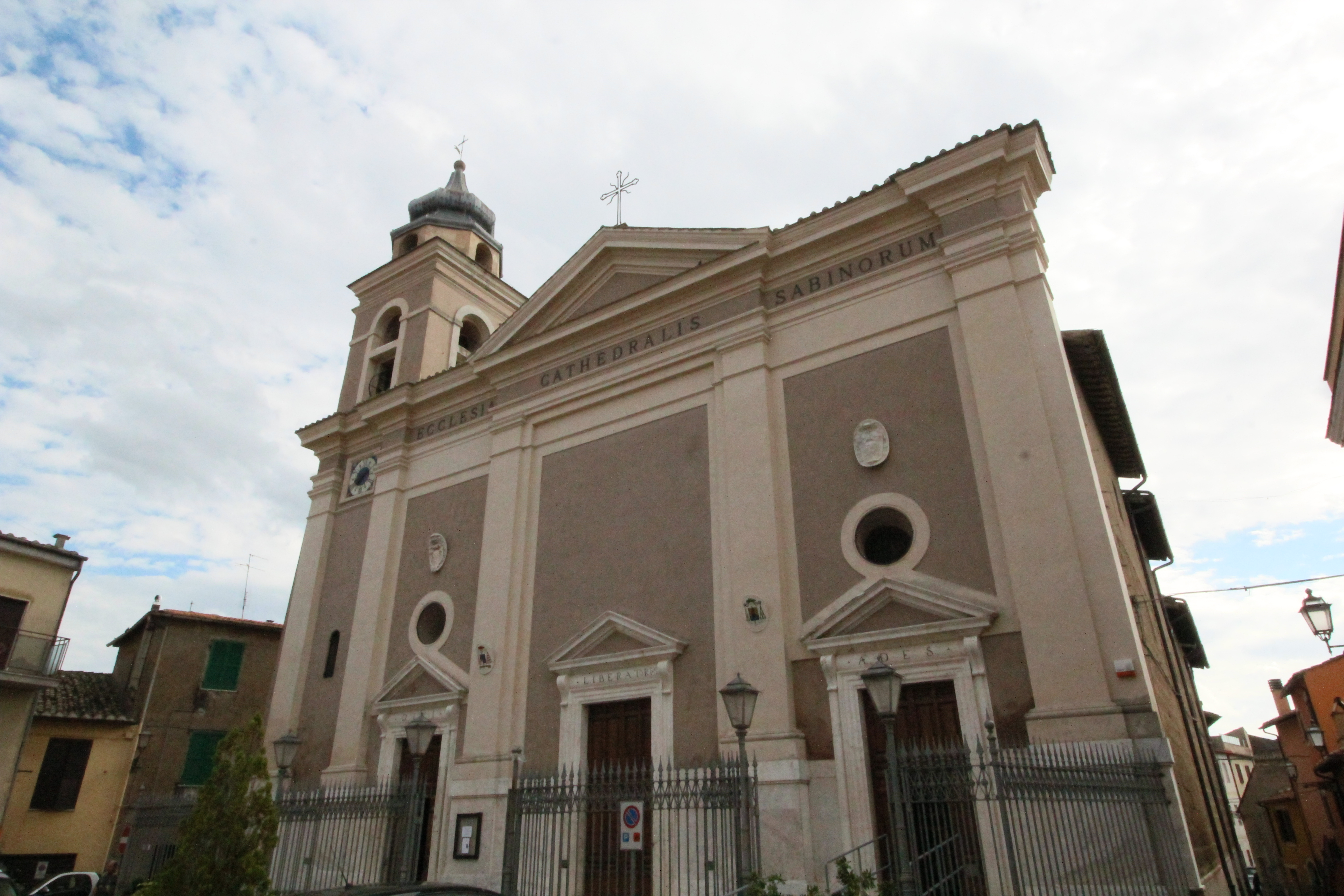
Kathedraal der Sabijnen in Rome; hier was hij kardinaal-bisschop.

Reeds als bisschop van Châlons ontving hij de kardinaalshoed (1538). Paus Paulus III vond de diplomatieke missie van Lénoncourt in Gelre geslaagd en beloonde hem hiermee namens koning Frans I. Lénoncourt nam deel aan 4 pausverkiezingen: 1549, 1555, 1555 en 1559. Hij wisselde van titelkerken in Rome. Zo was hij kardinaal-priester van Sint-Anastasia (1540-1555), kardinaal-diaken van Sint-Apollinaris-bij-de-Termen-van-Nero (1547-1555), kardinaal-priester van Santa Cecilia (1555-1560) en, aan het eind van zijn leven, kardinaal-bisschop van Sabina (1560-1561) in Rome.

## Graf
Lénoncourt werd begraven in de abdij van La Charité-sur-Loire (1561). Een jaar later, in 1562, veroverden de hugenoten de abdij. Zij openden het graf van Lénoncourt, haalden het stoffelijk overschot eruit en wierpen het in de Loire.
- Bibliothèque nationale de France: cb124845004 (data)
- Gemeinsame Normdatei: 132311623
- International Standard Name Identifier: 0000 0000 0048 9804
- Library of Congress Control Number: n2018053421
- Système universitaire de documentation: 121781496
- Virtual International Authority File: 64107191
- WorldCat: E39PCjvkBGcTyYfx3kggWdYQdP